# Caradrina hypocnephas
Caradrina hypocnephas är en fjärilsart som beskrevs av Charles Boursin 1968. Caradrina hypocnephas ingår i släktet Caradrina och familjen nattflyn. Inga underarter finns listade i Catalogue of Life.